# 131 (numero)
Centotrentuno è il numero naturale che segue il 130 e precede il 132.

## Proprietà matematiche
- È un numero dispari.
- È un numero difettivo.
- È il 32º numero primo, dopo il 127 e prima del 137.
  - È un numero primo permutabile.
  - È un numero primo di Sophie Germain.
  - È un numero primo di Eisenstein.
- È un numero palindromo nel sistema numerico decimale.
- È un numero nontotiente.
- Ha 2 come radice primitiva.
- È la somma di tre numeri primi consecutivi: 41 e 43 e 47.
- È un numero di Ulam.
- È parte della terna pitagorica (131, 8580, 8581).

## Astronomia
- 131P/Mueller è una cometa periodica del sistema solare.
- 131 Vala è un asteroide della fascia principale del sistema solare.

## Astronautica
- Cosmos 131 è un satellite artificiale russo.